# 1073
| [ Edytuj tabelę ]          |                                                    |
| Książę Polski              | - 1058 Bolesław II Szczodry 1076                   |
| Król Angkoru               | - 1066 Harszawarman III 1080                       |
| Król Anglii                | - 1066 Wilhelm Zdobywca 1087                       |
| Król Aragonii i Nawarry    | - 1063 Sancho Ramírez 1094                         |
| Hrabia Barcelony           | - 1035 Rajmund Berengar I 1076                     |
| Książę Bawarii             | - 1070 Welf I 1077                                 |
| Książę Burgundii           | - 1032 Robert I 1076                               |
| Cesarz Bizancjum           | - 1071 Michał VII Dukas 1078                       |
| Cesarz Chin                | - 1067 Song Shenzong 1085                          |
| Książę Czech               | - 1061 Wratysław II 1092                           |
| Król Danii                 | - 1047 Swen II Estrydsen 1074                      |
| Władca Egiptu              | - 1036 Al-Mustansir 1094                           |
| Król Francji               | - 1060 Filip I 1108                                |
| Król Gruzji                | - 1072 Jerzy II 1089                               |
| Hrabia Holandii            | - 1061 Dirk V 1091                                 |
| Cesarz Japonii             | - 1072 Shirakawa 1086                              |
| Kalif                      | - 1031 Al-Ka’im 1075                               |
| Król Kastylii              | - 1072 Alfons VI 1109                              |
| Wielki książę Kijowa       | - 1069 Izjasław I 1073 - 1073 Światosław II 1076   |
| Patriarcha Konstantynopola | - 1064 Jan VIII Ksifilinos 1075                    |
| Władca Korei               | - 1046 Munjong 1083                                |
| Władca Maroka              | - 1070 Jusuf ibn Taszfin 1106                      |
| Król Norwegii              | - 1066 Olaf III Pokojowy 1093                      |
| Książę Obodrzyców          | - 1066 Krut 1093                                   |
| Hrabia Palatynatu          | - 1061 Herman II Luksemburski 1085                 |
| Papież                     | - 1061 Aleksander II 1073 - 1073 Grzegorz VII 1085 |
| Książę Saksonii            | - 1072 Magnus 1106                                 |
| Sułtan Seldżuków           | - 1072 Malikszah I 1092                            |
| Król Szkocji               | - 1058 Malcolm III 1093                            |
| Król Szwecji               | - 1070 Hakan Ryży i Inge I Starszy 1080            |
| Doża Wenecji               | - 1071 Domenico Selvo 1084                         |
| Król Węgier                | - 1063 Salomon 1074                                |

Rok 1073 / MLXXIII
stulecia: X wiek ~
XI wiek ~
XII wiek

lata: 1063 «
1068 «
1069 «
1070 «
1071 «
1072 «
1073
» 1074
» 1075
» 1076
» 1077
» 1078
» 1083

## Wydarzenia na świecie
- 18 stycznia – Shirakawa został cesarzem Japonii.
- 27 stycznia – wybuch Wezuwiusza.
- 22 kwietnia – na pogrzebie Aleksandra II archidiakon Kościoła Rzymskiego Hildebrand z Sovany został obwołany przez lud rzymski papieżem; wybór potwierdzili później kardynałowie, a on sam przyjął imię Grzegorza VII; był papieżem-reformatorem, pamiętany jest m.in. z powodu sporu o inwestyturę z cesarzem Henrykiem IV.

- Wprowadzenie celibatu wśród kleru.
- Wybuch powstania saskiego przeciw rządom Henryka IV.
- Miała miejsce bitwa pod Amorium, między Normanami pod wodzą Russela a wojskami bizantyjskimi dowodzonymi przez Jana Dukasa.

## Urodzili się
- Leopold III Święty, margrabia Austrii od 1095, święty katolicki (zm. 1136)

## Zmarli
- 12 lipca – Jan Gwalbert,  święty katolicki (ur. ok. 995)

- Zhou Dunyi, chiński filozof konfucjanistyczny (ur. 1017)